# Jhajha
Jhajha é um cidade no distrito de Jamui, no estado indiano de Bihar.

## Demografia
Segundo o censo de 2001, Jhajha tinha uma população de 36.424 habitantes. Os indivíduos do sexo masculino constituem 53% da população e os do sexo feminino 47%. Jhajha tem uma taxa de literacia de 63%, superior à média nacional de 59,5%: a literacia no sexo masculino é de 71% e no sexo feminino é de 53%. Em Jhajha, 15% da população está abaixo dos 6 anos de idade.